# Gammaplex
Gammaplex é uma linguagem de programação esotérica que, ao contrário de outras como brainfuck, possui uma robusta gama de comandos. Possui acesso à entrada do mouse e saída para graficos. O código, inspirado na linguagem Befunge, é bidimensional, e salvo em um arquivo de texto.

## Detalhes
A orientação do código, que é bidimensional, pode andar em quatro sentidos: cima, baixo, esquerda e direita.
Todos os valores numéricos são números de ponto flutuante de 1 Dword (4 Bytes).
O programa possui 1048576 registradores. Os primeiros 16 registradores possuem funções especiais e não devem ser usados para as variáveis comuns.
O programa também possui uma pilha LIFO, com comprimento máximo de 1048576 números.